# Radacridium adamantinum
Radacridium adamantinum is een rechtvleugelig insect uit de familie Romaleidae. De wetenschappelijke naam van deze soort is voor het eerst geldig gepubliceerd in 1996 door Carbonell.